# Sygeplejer
 Denne artikel omhandler titlen sygeplejer. Bør ikke forveksles med titlen plejer.
En sygeplejer eller plejer var uddannet til at tage sig af den grundlæggende sundhed og sygepleje til patienter på sygehuse, eller til beboere på plejehjem. 
Stillingen blev officielt afskaffet i 1991 med oprettelsen af social- og sundhedsuddannelserne. Mange sygeplejere efteruddannede sig i den forbindelse til social- og sundhedshjælpere eller social- og sundhedsassistenter, omend der stadig findes sygeplejere på sygehuse og plejehjem. 
Betegnelsen sygeplejer er ikke synonymt med en mandlig sygeplejerske, fordi der er tale om to forskellige uddannelser. Begge uddannelser er uafhængige af kønnet.